# Lika
Die Lika [ˈliːka] ist eine historische Landschaft im Westen Kroatiens. Sie liegt zwischen den Gebirgszügen Mala Kapela im Osten und Velebit im Westen mit dem Hauptort Gospić.

## Geografie

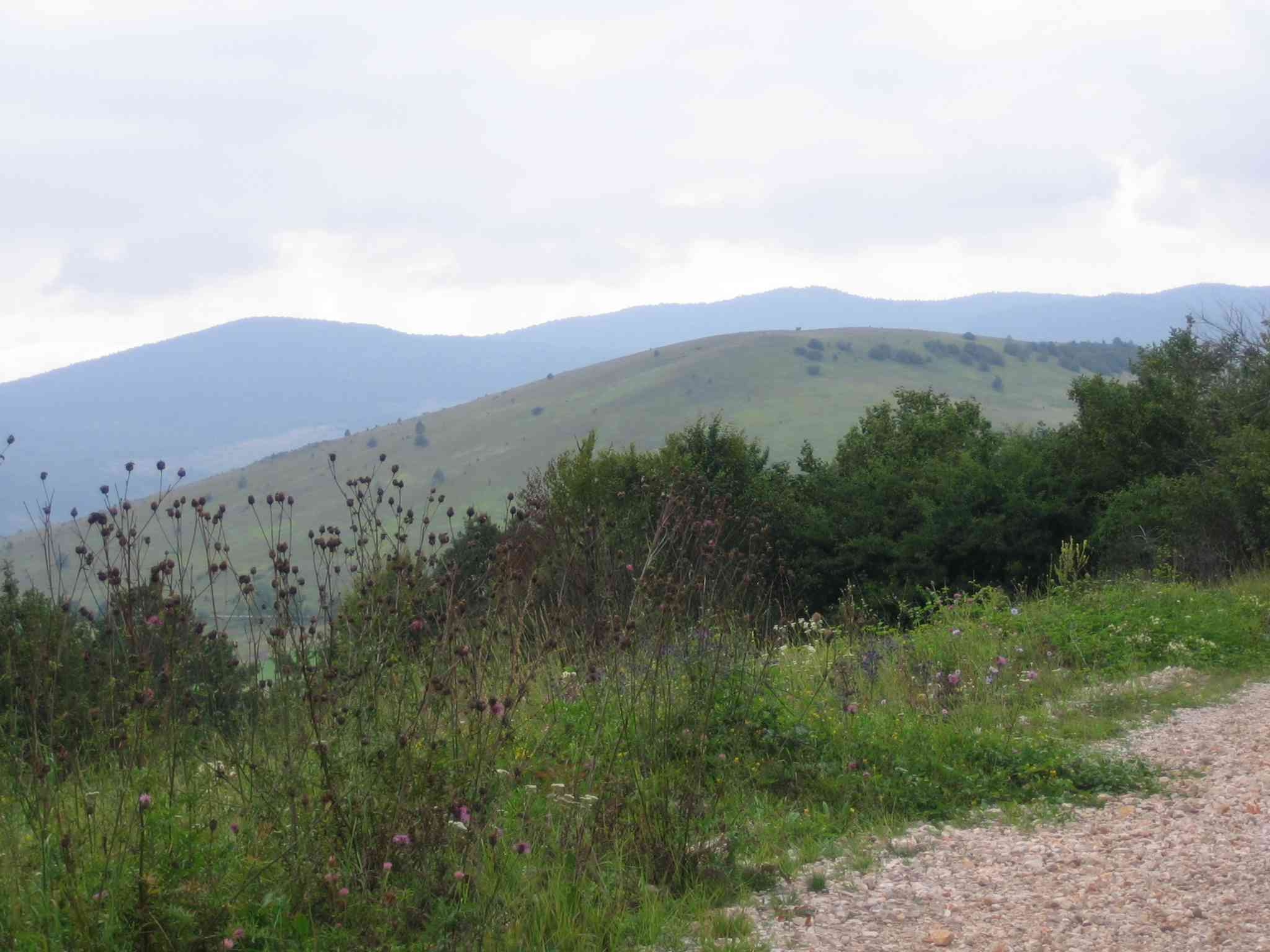
Landschaftsbild Lika, Zentralkroatien

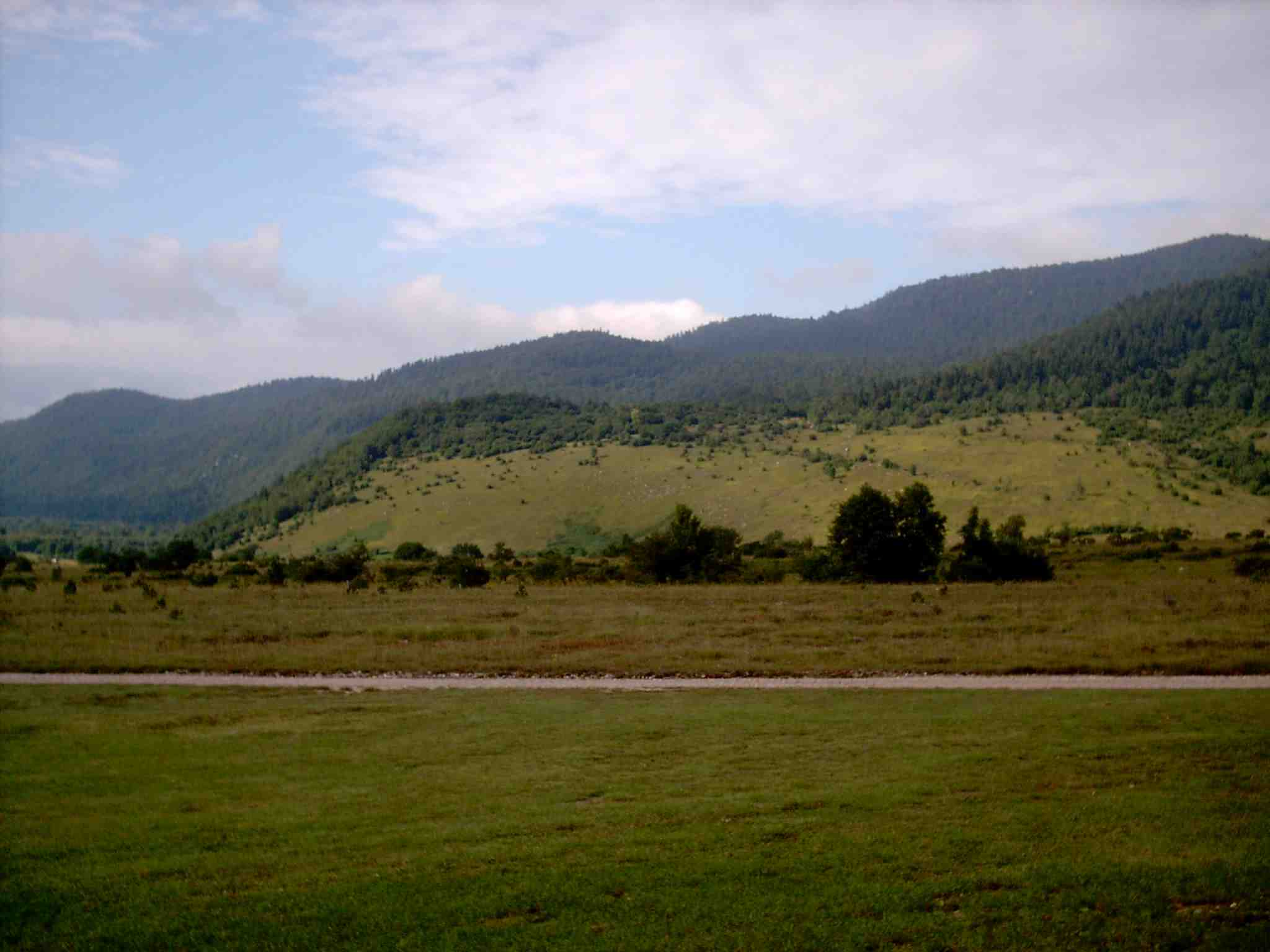
Lika, Polje und umliegende Berge

Im Zentrum der Landschaft befindet sich das verkarstete Hochbecken der Lika (Ličko polje). Mit etwa 700 km² Fläche ist es das größte Polje überhaupt, gefolgt vom Polje von Livno mit 405 km². Es ist jedoch karg und wenig geeignet für eine landwirtschaftliche Nutzung. Trotzdem stammen aus der Lika qualitativ besonders hochwertige Kartoffeln (Lički krumpir). Große Flächen bestehen aus Weideland.
Seit der Fertigstellung der Autobahn A1 Zagreb–Split siedeln sich weitere nichtlandwirtschaftliche Unternehmen an.

## Demografie
Die Lika ist dünn besiedelt und strukturschwach. In der Region leben heute hauptsächlich Kroaten, im Osten gibt es jedoch eine bedeutende serbische Minderheit.
Die Bevölkerungsentwicklung in der Lika war schon vor dem Kroatienkrieg rückläufig. Landflucht oder Emigration führte seit Jahrzehnten zu einem Bevölkerungsrückgang. In der Gespanschaft Lika-Senj (Ličko-senjska županija), die zum Großteil deckungsgleich mit der Lika ist, lebten 2001 noch insgesamt 53.677 Einwohner. Das sind 37 % weniger als 1991.
Auch wenn der Anteil der kroatischen Bevölkerung in den Dörfern der Lika in der Regel höher ist als der serbische, stellt sich dem Beobachter oft ein anderes Bild dar. Viele der Kroaten sind in ihren Heimatorten polizeilich noch gemeldet, sie arbeiten und wohnen jedoch längst in den Großstädten, in touristischen Zentren an der Adria oder in Mitteleuropa.

## Geschichte
Die Namensbezeichnung Lika entstammt der Überlieferung nach vom Wort Lik, was im kroatischen ikavischen Dialekt das Wort für Medikament darstellt und sich auf die zahlreich vorkommenden Heilkräuter bezieht. Anderen Quellen zufolge stammt die Bezeichnung von der griechischen Bezeichnung lykos = „Wolf“.
Laut Konstantin Porphyrogennetos gehörte die Lika zusammen mit Gacka und Krbava in der ersten Hälfte des 10. Jahrhunderts zu Kroatien und wurde als Gespanschaft von einem gemeinsamen Ban verwaltet.
Ein Großteil der Bevölkerung flüchtete während der Türkenkriege und nach der Eroberung weiter Teile Bosniens, Kroatiens und Dalmatiens in den Jahren 1493 und 1529/1532 aus der Lika. Sie siedelten sich in den fruchtbareren und teilentvölkerten Gebieten von Westungarn, Niederösterreich, Südmähren und der Südwestslowakei an. Für sie kamen orthodoxe Vlachen aus dem Inneren des Osmanischen Reiches in die Lika.
Beim Friede von Karlowitz 1699 kam die Lika zur Habsburgermonarchie und wurde 1712 in die kroatische Militärgrenze integriert, in der sie bis zu deren Auflösung 1881 verblieb.

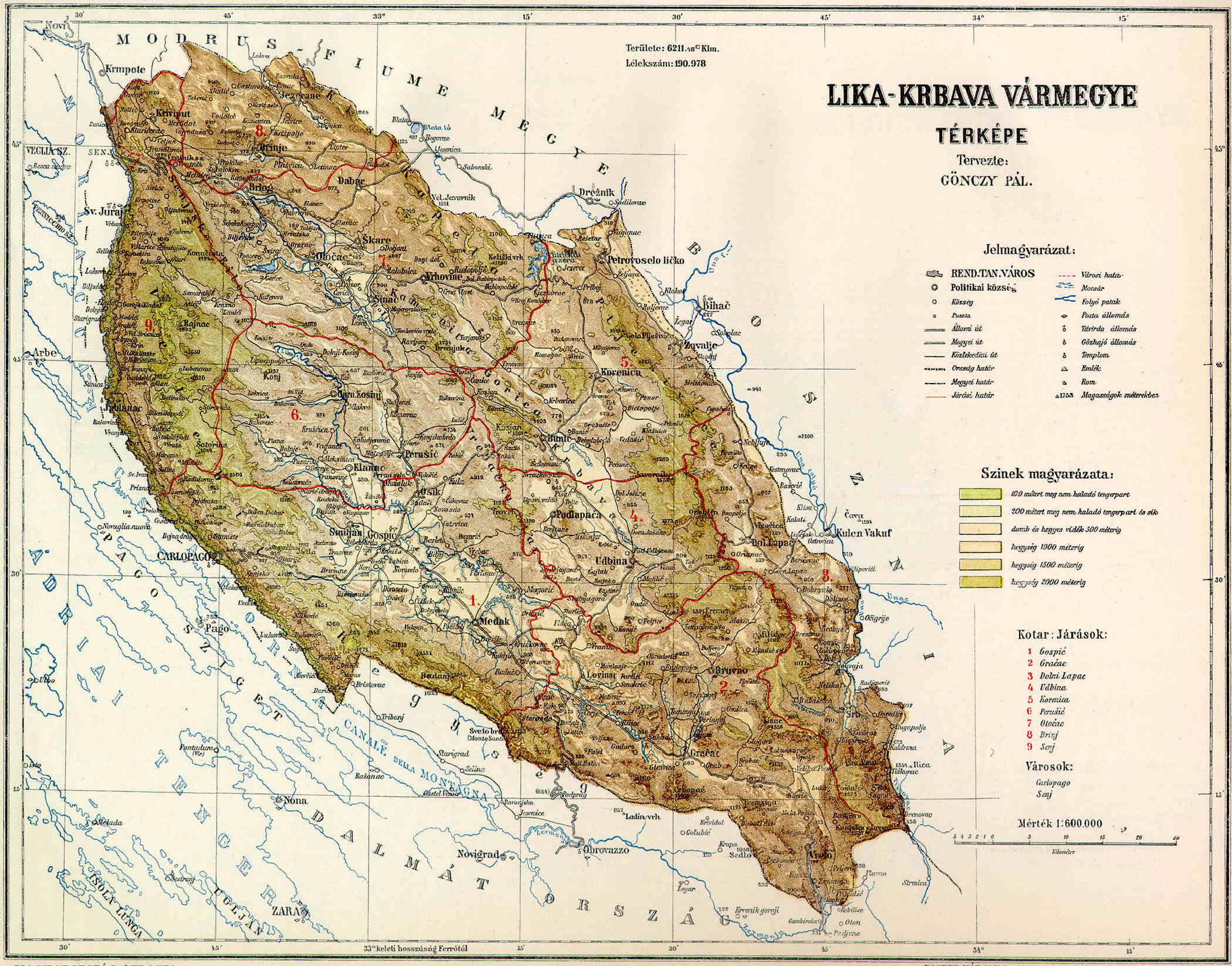
Karte des Komitats Lika-Krbava des Königreichs Ungarn (1867/68).

Zur Zeit des Königreich Kroatien und Slawonien (ungarisch Horvát-Szlavónország), eines autonomen Königreichs unter der ungarischen Stefanskrone innerhalb der Habsburgermonarchie, war diese Gegend Teil des Komitats Lika-Krbava mit dem Komitatssitz Gospić und gehört heute überwiegend zur Gespanschaft Lika-Senj. Die Lika wird im Westen vom Velebit-Gebirge und im Osten vom bosnischen Mittelgebirge begrenzt.
Ein Teil der Lika war im Kroatienkrieg von 1990 bis 1995 als Teil der Republik Serbische Krajina serbisch kontrolliert. Die kroatischen Bewohner wurden vertrieben oder umgebracht und deren Häuser geplündert und niedergebrannt. Nahezu sämtliche katholische Kirchen wurden zerstört.
Dieser Teil weist heute noch große Zerstörungen auf, darunter auch solche, die erst bei der Eroberung dieses Gebietes durch kroatische Polizei und Militäreinheiten im Rahmen der Militäroperation Oluja angerichtet wurden. Während der Operation wurden mindestens 150 Serben getötet, Tausende wurden vertrieben oder flüchteten, so dass nach 1995 große Gebiete vorübergehend völlig unbesiedelt waren und zum Teil bis heute sind. Dabei ist bis heute nicht erwiesen, ob es sich um geplante Vertreibungen von Seiten der kroatischen Streitkräfte gehandelt hat oder die Massenflucht der Serben lediglich in Kauf genommen wurde. Die politische Führung der Krajina-Serben hatte angesichts der sich abzeichnenden Niederlage die Evakuierung angeordnet. Danach wurden jedoch zahlreiche der verlassenen serbischen Häuser vernichtet oder dort kroatische Flüchtlinge aus Bosnien und Herzegowina angesiedelt, was die Rückkehr der serbischen Bevölkerung bis heute sehr schwierig macht.

## Tourismus

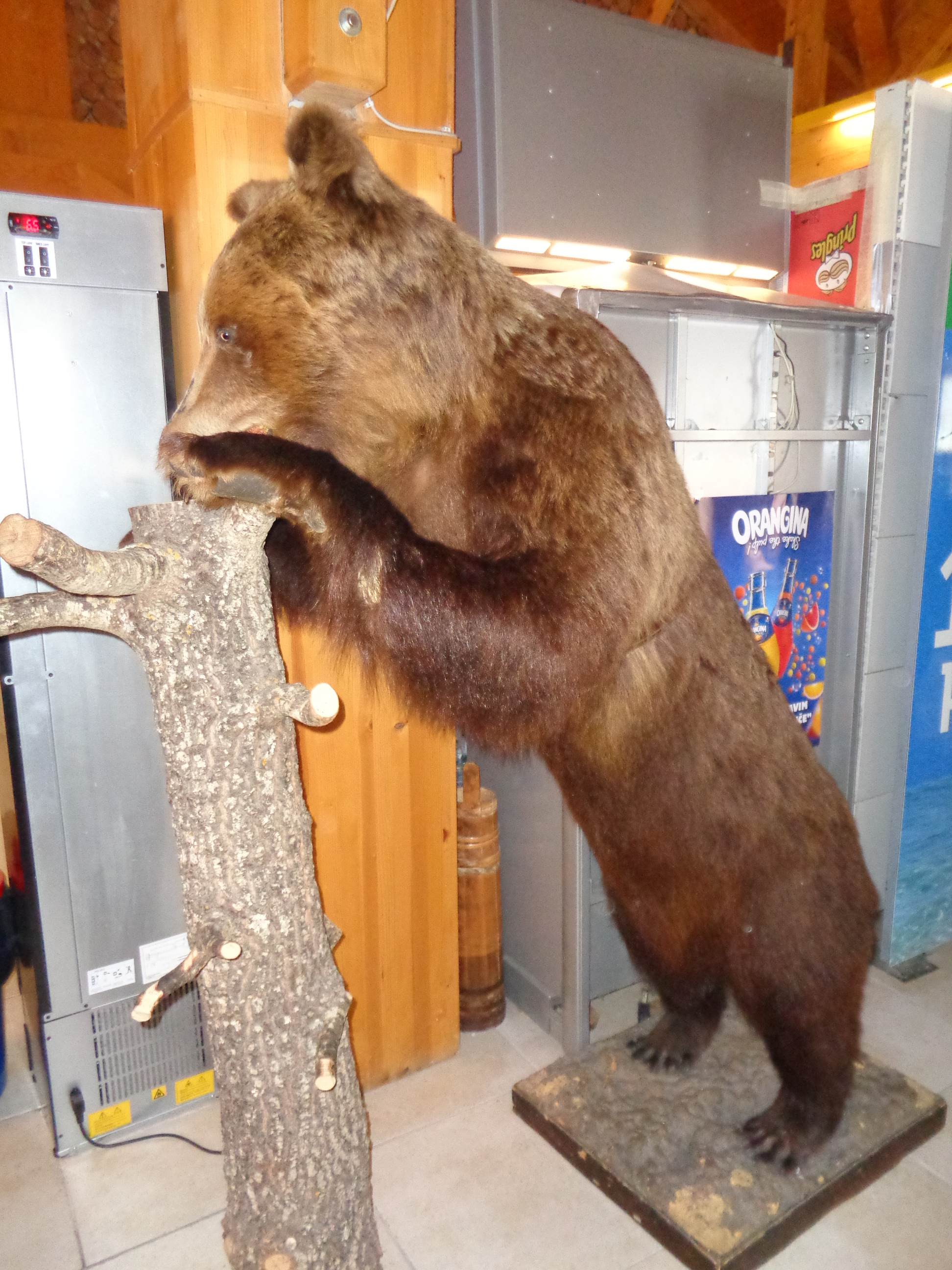
Ein präparierter Braunbär aus der Lika

Die Lika ist ein Ziel für Touristen. Bekannte Nationalparks wie die Plitvicer Seen und der Nationalpark Paklenica ziehen ausländische Besucher an. Des Weiteren ist die Lika für das Velebit-Gebirge bekannt und ein beliebtes Ziel von Bergsteigern und Naturkundlern. Die Region bietet auch zahlreiche Flüsse wie die Korana, die sich durch den Karst der Lika schlängelt. Neben zahlreichen seltenen Pflanzen ist die Lika Heimat für in Europa seltene Wildtiere, wie zum Beispiel den Braunbären, sowie Wölfe, Luchse, Wildkatzen, Rotwild und Reptilien (Schlangen und Echsen). In Kuterevo befindet sich eine Bären-Aufzuchtstation. Entlang der Adriaküste finden sich kleine Fischerdörfer, die zum Sonnenbaden einladen. Die Geschichte der Lika kann im Lika-Museum der Regionalhauptstadt Gospić besichtigt werden.

## Bedeutende Orte
- Gospić
- Otočac
- Dabar
- Brinje
- Gračac
- Korenica
- Donji Lapac
- Udbina

Im Norden der Lika liegt der Nationalpark Plitvicer Seen.